# Банда Валерия Басенко
Банда Валерия Басенко  — опасная и жестокая организованная преступная группировка, действовавшая в 1993—1997 годах в Москве.

## Создание банды
Основателем банды был бывший хирург Валерий Леонтьевич Басенко. Он родился 2 июля 1964 года в городе Каменец-Подольский Хмельницкой области Украинской ССР. В детстве он жил в Одессе, его отец занимал высокий пост на Черноморском флоте. Басенко отличался почти двухметровым ростом и большой физической силой, из-за чего впоследствии и получил прозвище «Глыба». В своё время Басенко окончил три интернатуры, позже три раза ходил в плавание в качестве судового врача, впоследствии работал в Севастопольском военном госпитале. Из-за недостатка денег Басенко решил заняться бизнесом и отправился в Москву, чтобы закупить лекарства для Севастопольского госпиталя. До создания банды Басенко был не судим.
Приехав в Москву, Басенко вскоре познакомился с неким Кириллом, у которого один знакомый занял большую сумму денег и долго не возвращал. Басенко и два его приятеля пришли к Кириллу и предложили ему взять их на работу в качестве выбивателей долгов. Басенко, представившийся как «Валера-хирург», сказал, что их надо обеспечить автомобилями, мобильными телефонами и приличной одеждой. Также Басенко заявил, что им не надо денег, так как все проблемы они возьмут на себя. Через несколько дней Кирилл обеспечил Глыбу и его сообщников автомобилями «БМВ»-525 и «Вольво»-840.

## Преступная деятельность
После начала деятельности Басенко и его приятелей должники Кирилла стали возвращать ему деньги. Кроме выбивания долгов, преступники стали брать под свой контроль предприятия.  Через полтора месяца после начала деятельности под контролем преступников находились ряд магазинов и автосалонов. Басенко и его подчинённые брали под контроль даже те предприятия, которые уже находились под «крышей» других преступных группировок. Их представителям Глыба представлялся как участник то Солнцевской, то Измайловской, то Люберецкой ОПГ. В разговорах Басенко называл фамилии разных криминальных авторитетов, упоминая при этом различные детали, и тем самым производил впечатление, что он знает их лично.
Басенко и его сообщники занимались выбиванием долгов не только для своего покровителя Кирилла, но и по заказу других преступных группировок. Кроме того, в то время в Москве появилось много так называемых цеховиков. Подчинённые Глыбы взяли деятельность нескольких из них под свой контроль. С этими цеховиками Басенко обычно не конфликтовал.
В 1993 году Басенко стал вымогать деньги у кинопродюсера, владельца нескольких фирм различного профиля Александра Шкодо. Придя к нему в квартиру, Глыба потребовал у продюсера 8 тысяч долларов за то, что Шкодо год назад уволил знакомого Басенко. Продюсер денег не дал, однако и конфликтовать с бандитами не стал, чтобы не подвергать свою жизнь риску. Затягивая время, Шкодо изображал дружбу с преступниками — его экономисты консультировали бандитов, куда лучше вкладывать деньги.
Постепенно наркоман Басенко всё больше деградировал. Он мог говорить часами, мог засмеяться невпопад. Однажды он сказал, что несколько месяцев жил в Италии, где стажировался у мафиози, а потом учился у японских якудза. Также Глыба сказал, что он «сражался в джунглях Анголы в диверсионной группе». У Басенко была маниакальная страсть к золоту. Он покупал и носил массивные золотые цепочки и кольца.
К тому времени Глыбу и его подчинённых искали представители Измайловской ОПГ. После того, как они вышли на бандитов, сообщники Басенко вернули деньги, а главарь отказался это сделать, за что и был избит «измайловскими».
В тот же день участники ОПГ забрали у Басенко несколько килограммов золота.
В 1994 году Басенко вместе с сообщниками попытался взять под контроль небольшую торговую фирму. Однако её директор сообщил об этом в милицию, и бандиты были арестованы. В тюрьме Басенко обзавелся связями в преступном мире, а благодаря высокому росту и недюжинной физической силе заработал себе авторитет. Уголовное дело о вымогательстве вскоре по неизвестным причинам развалилось, и Глыба был освобождён. После этого он продолжил заниматься преступной деятельностью. У его банды почти полностью поменялся состав — теперь в неё входили Сергей Рыченко по кличке Рыба, Владислав Людкевич, Сергей Горобец, Анатолий Ганне и Сергей Лузин по кличке Луна (многие из них были наркоманами). Подчинённые Глыбы всё так же по заказам выбивали долги у предпринимателей.
В то время, когда Басенко находился в тюрьме, глава одной турецкой строительной фирмы Эрдиль Джихан, выполнявший несколько заказов для Шкодо, бежал, присвоив себе годовую зарплату рабочих-турок. Примерно через год Джихан неожиданно позвонил Шкодо и умолял простить его, пообещав исправиться и попросив помощи, чтобы вернуться на российский рынок. Вспомнив про Басенко, который к тому времени освободился, Шкодо порекомендовал Джихану обратиться к Глыбе, который как раз искал себе дом.
Однако после знакомства с Басенко Джихан был похищен по приказу главаря банды. Турок был вывезен в старый деревянный дом в Терехове. Преступники связались с родственниками турка в Анкаре и потребовали с них 200 тысяч долларов за его освобождение. Позже похитители потребовали 150 тысяч долларов. Родственники Джихана стали поспешно продавать имущество, заложили дом. При этом бандиты долго и очень жестоко истязали пленника, избивая его и нанося ранения ножом.
В конце августа 1996 года преступники должны были выбить долг в 370 тысяч долларов у коммерческого директора известного столичного хоккейного клуба Андрея Румянцева. Придя к нему, бандиты потребовали вернуть долг в течение месяца. За две недели до окончания срока Басенко, Рыченко и Соколов под дулом пистолета заставили Румянцева сесть в автомобиль и привезли его на виллу в Переделкино. Там бандиты завели директора в подвал и поставили его лицом к стене, после чего Басенко три раза выстрелили ему поверх головы.
Румянцеву не смог помочь его знакомый уголовник по кличке Ганс, ранее судимый за изнасилование несовершеннолетней, вымогательство и разбой. В то время Ганс владел продовольственным магазином, и в нём работали Людкевич, Горобец и Лузин. На следующий день после того, как Румянцев побывал на вилле бандитов, он переписал на Басенко свой автомобиль «Кадиллак-Севиль», а ещё через несколько дней — «Опель»-Фронтера. Вскоре он вернул 370 тысяч долларов. Решив взять деятельность коммерсанта под свой контроль, в конце октября бандиты заехали домой к Румянцеву, сказали, что надо посмотреть одно место, и привезли директора в тот дом, где они удерживали Джихана. Румянцев увидел пленника, лицо которого было всё в крови, связанного по рукам и ногам, стены и пол также были заляпаны кровью. Джихан постоянно умолял бандитов убить его. Если к нему подходили Басенко или Рыченко, турок терял сознание от страха. Басенко сказал Румянцеву, что они так поступают с коммерсантами, которые не хотят работать с ними. Позже Румянцев заплатил бандитам ещё 50 тысяч долларов. Впоследствии директор в течение нескольких месяцев заплатил вымогателям в общей сложности более 40 тысяч долларов. Но требования бандитов не прекратились, они вымогали у Румянцева автомобиль «Шевроле Тахо» и 25 тысяч долларов, а позже 100 тысяч долларов. Румянцев сообщил об этом начальнику службы безопасности своего футбольного клуба, а тот поставил в известность о фактах вымогательства Московский РУОП.
Ещё одной жертвой похитителей был некий бизнесмен Половцев. Ранее он совершил мошеннические действия в Тамбовской области, в результате которых местное отделение Сбербанка лишилось 480 миллионов рублей. Скрывшись и находясь в федеральном розыске, Половцев тем не менее открыл строительный бизнес и стал президентом фирмы «Восток». Он руководил строительством зданий в посёлке Воскресенское.
Половцев был знаком с Гансом, и они считали возможным совместно купить небольшой кирпичный завод. Но потом оба поссорились из-за денег, и позже Половцев был похищен. За его освобождение похитители потребовали 50 тысяч долларов. Его родственники не смогли собрать такую сумму за десять дней, и Половцев был убит бандитами.
Следующей жертвой бандитов должен был стать хозяин гаражей, расположенных на проезде Карамзина в Ясеневе. Бандиты надеялись его ограбить, но по ошибке похитили другого человека — шофёра Хорошилкина. Бандиты несколько часов подвергали его жестоким пыткам, а когда поняли, что они похитили не того, убили Хорошилкина. Через два дня бандиты похитили хозяина гаражей и даже вырыли для него могилу, но позже отпустили, забрав у него деньги.
Не дождавшись денег от родственников Джихана, бандиты решили убить пленника. К тому времени у него помутился рассудок. Джихан однажды попытался совершить самоубийство, бросившись на открытый электрощиток, но неудачно. Ганс и Луна вывезли Эльдара в безлюдное место и убили его молотками и ножами, спрятав тело в яме с мусором. Отличительной чертой подчинённых Басенко было то, что перед тем, как убить своих жертв, бандиты издевались над ними, заставляя их петь и плясать. Впоследствии родственники Джихана продолжали его искать через турецкое посольство.
Басенко решил получить деньги со Шкодо, для этого он придумал инсценировку. Трое бандитов пришли в офис продюсера и заявили, что являются «крышей» Джихана и им нужен Басенко, который, по их сведениям, его убил. Сразу заподозрив, что это обман, Шкодо вызвал Басенко по пейджеру, и он пришёл удивительно быстро. Для виду о чём-то поговорив с троими бандитами, Басенко сказал продюсеру, что он всё уладил, после чего все, в том числе и Шкодо, уехали. Через несколько минут после отъезда продюсера трое бандитов вновь появились в офисе. Они заставили сотрудника Шкодо Артёма Курманова поехать с ними, пригрозив в случае неповиновения убить всех сотрудниц в офисе. Вместе с Курмановым бандиты, один из которых был вооружён пистолетом, заставили поехать с ними ещё одного сотрудника — Сергея Грибова. Пленникам заклеили глаза скотчем, завязали голову одеждой и привезли в Троицк в дом, который охранялся автоматчиком. Бандиты, представившись «осколком великой новокузнецкой братвы» сказали пленникам, что они будут здесь до тех пор, пока Шкодо не выплатит 200 тысяч долларов. Сотрудников продюсера зверски избили, иногда для устрашения стреляли из автомата. При этом бандиты принимали наркотики и даже предлагали их пленникам. Тем временем Шкодо, не решаясь заявить в милицию, обратился за помощью к своим знакомым в криминальном мире. Когда к нему пришёл Басенко и стал жаловаться, что его подставили и необходимо срочно искать 200 тысяч долларов, чтобы освободить людей, Шкодо окончательно понял, что всё это подстроил Глыба.
По некоторым сведениям, большую роль в освобождении пленников сыграл входивший в Солнцевскую ОПГ вор в законе Джемал, к которому за помощью обратился Шкодо. Именно Джемал был посредником при разговоре продюсера с бандитом. Пленников к тому времени привезли в пансионат «Десна», где бандиты сняли номер на четвёртом этаже. Очевидно, не дождавшись выкупа и изменив первоначальный план, Басенко попытался представить дело так, что он сам заплатил выкуп за заложников. Позже Курманова вывезли в Москву и отпустили, а Грибова просто выкинули из машины на дороге, и он добирался домой пешком и на попутках. Таким образом бандитами была разыграна комбинация, и после похищения Басенко пытался требовать у Шкодо деньги, якобы заплаченные за освобождение его сотрудников.
Вскоре после похищения Курманова и Грибова Басенко и Рыченко решили убить Людкевича, посчитав его «ненадёжным». Позвонив Людкевичу, Лузин сказал ему, что его вызывает Басенко и приказал приехать в Терехово. Басенко сказал, что нужно съездить в Смоленскую область за оружием, и приказал Людкевичу приехать вместе со своей подругой Ларисой. Однако, когда они оба приехали, Басенко и Рыченко убили Людкевича, при этом несколько раз сфотографировав его до и после смерти, поле чего изнасиловали и убили Ларису. Впоследствии её тело так и не было найдено.
Позже, на автотрассе под Наро-Фоминском Басенко и Рыченко попытались убить милиционера Александра Артемова, который случайно разбил зеркало их автомобиля.

## Аресты, следствие и суд
Конец банды наступил после того, как директор одного из вещевых рынков, у которого бандиты вымогали деньги,  написал заявление в милицию. В июле 1997 года Глыба и его подчинённые были арестованы. Басенко, Рыченко, Лузину, Горобею и Ганне были предъявлены обвинения в бандитизме, похищении людей, вымогательстве, разбое и совершении трёх убийств. Следствие по делу банды закончилось в 1998 году. По окончании следствия уголовное дело было передано в Мосгорсуд, однако из-за занятости судей, а также требований адвокатов и подсудимых о том, чтобы дело слушалось судом присяжных, заседания долгое время откладывались.
В октябре 2000 года, когда проходил судебный процесс,  Басенко и Рыченко регулярно пытались сорвать судебные заседания, сбрасывая с себя одежду в конвойном помещении и являясь в таком виде в зал суда. Подсудимые демонстративно отказывались участвовать в процессе. Позже судебный процесс был отложен по ходатайству адвокатов обвиняемых, которые не успели ознакомиться с материалами уголовного дела. За то время, что уголовное дело находилось в суде, Басенко успел написать более тридцати пространных жалоб на председательствующего судью в различные инстанции — от председателя Мосгорсуда до Генпрокуратуры, ФСБ и администрации президента.
В сентябре 2001 года начались судебные слушания по делу. Почти сразу после начала слушаний Басенко опять пытался сорвать процесс. Он раздевался в конвойном помещении и начинал петь «Интернационал», три раза приходил на процесс почти без одежды. Кроме этого, он клеветал на председательствующего судью, надеясь, что тот подаст на него в суд за клевету и тем самым не сможет участвовать в процессе, так как станет заинтересованной стороной. Разгадав этот замысел, судья не поддался на провокацию, но всё же был вынужден удалить Басенко с процесса за систематическое нарушение порядка судебных заседаний.
29 марта 2002 года подсудимым был вынесен приговор. Суд признал всех бандитов виновными и приговорил Басенко к 23 годам лишения свободы в колонии строгого режима, Рыбченкова — к 16 годам, Горобея и Лузина — к 13 годам, Ганне — к 12 годам. Басенко свою вину не признал, Рыбченков признал вину лишь частично. Оба пытались обжаловать приговор суда, но в декабре 2002 года Верховный суд России оставил приговор без изменения.